# Metil eugenol
Metil eugenol (allylveratrol) es un fenilpropeno, un tipo de compuesto de fenilpropanoides, el éter metílico de eugenol. Se encuentra en diversos aceites esenciales. 